# Baggio Siadi
Baggio Siadi (Kinsasa, 21 de julio de 1997) es un futbolista congoleño que juega en la demarcación de portero para el TP Mazembe de la Linafoot.

## Selección nacional
El 19 de marzo de 2023 hizo su debut con la selección de fútbol de República Democrática del Congo en un encuentro amistoso contra Ruanda que finalizó con un resultado de 2-3 tras los goles de Joël Beya y de Luete Ava Dongo para la República Democrática del Congo, y de Thierry Manzi, Eric Nsabimana y Ernest Sugira para Ruanda.

## Clubes
| Club                     | País                            | Año       | Partidos | Goles |
| ------------------------ | ------------------------------- | --------- | -------- | ----- |
| Daring Club Motema Pembe | República Democrática del Congo | 2014-2018 |          |       |
| AS Nyuki                 | República Democrática del Congo | 2018-2019 |          |       |
| FC Saint Éloi Lupopo     | República Democrática del Congo | 2019-2020 |          |       |
| JS Groupe Bazano         | República Democrática del Congo | 2020-2021 |          |       |
| TP Mazembe               | República Democrática del Congo | 2021-     |          |       |